# 増田惠子
増田 惠子（ますだ けいこ、1957年〈昭和32年〉9月2日 - ）は、日本の歌手、女優、タレント。ピンク・レディーのメンバー。本名：桑木 啓子（くわき けいこ）。旧姓：増田、旧々姓：小林（こばやし）。愛称は、ケイ。
ケイ・オフィスに所属し、佐藤企画と業務提携。静岡県静岡市（後の葵区）出身。血液型はO型。

## 経歴

### 生い立ち
1957年、現在の静岡市駿河区八幡にて、小林家の三人兄妹の末っ子として生まれる。1961年、父の死去に伴い、焼津市に住む母の姉である伯母夫婦（増田家）に預けられ、1964年に伯母夫婦の養女となる。現在の静岡市葵区に転居後の1971年4月、静岡市立末広中学校に転校し、翌1972年、根本美鶴代（現：未唯mie）と出会う。なお、伯母は2001年、母親は2012年に亡くなり（享年93）、2人の母を看取った。

### アマチュア活動
1973年4月、常葉高等学校（現：常葉大学附属常葉高校）に根本と共に入学。この年の暮、ヤマハのオーディションに参加し、「ジョニィへの伝言」「恋の衝撃」を歌って優勝する。翌1974年、浜松のヤマハボーカルスクールに根本と通い始め、根本とのデュオ『クッキー』の名でヤマハポピュラーソングコンテストに出場した。楽曲は「恋のレッスン」。

### スター誕生!の合格とデビュー
1976年2月、日本テレビ『スター誕生!』の決戦大会で合格し、同年8月25日、根本とのデュオ『ピンク・レディー』のメンバー『増田啓子』（愛称：ケイ）として、ビクター音楽産業、T&C ミュージックから「ペッパー警部」でデビュー。数々の大ヒットを記録し、一世を風靡した。

### 1981年の解散以降
1981年3月31日のピンク・レディー解散後は、ソロ歌手『増田けい子』として、デビュー曲の「すずめ」が40万枚のヒット。オリコンチャート8位を記録。全日本有線放送大賞特別賞を受賞した。その後も「ためらい」、「らせん階段」、などをリリースした。その後、芸名を『増田惠子』に改め、「女優」、「FU・RI・NE」などをリリース。一方、女優としても数多くのドラマや映画に出演している。
また、1988年にはパリに渡り、兼ねてから興味を抱いていたシャンソンを学び、翌1989年、IVS音楽出版バックアップのもとフランスデビューを遂げた。フランスでは仏語6曲、英語4曲でレコーディングされたアルバム『Simples Confidence』（全10曲）"KEIKO MASUDA 増田恵子"がJUST'IN（ジュスティーヌ）より発売。プロモーションを兼ね仏放送出演、又、グランダルシュにてライブパフォーマンスなどが行われた。同アルバムの日本盤は『Voice Cologne』とタイトルが変わり徳間ジャパンより発売された。
2002年6月23日、音響会社「ギルド・ジャパン」社長の桑木知二と電撃結婚。桑木とは、テレビ番組を通じて古くからの知り合いで、増田からプロポーズした。
2003年から2005年のピンク・レディー復活コンサート以後は、テレビのバラエティー番組への出演も増えた。
2004年9月、自叙伝『あこがれ』を出版。
2005年12月7日、ソロとして15年ぶりに新曲「奇蹟の花」をリリース。2008年8月6日には19年振りのソロアルバム『Now & Then ?もいちど遊びましょ?』をリリースした。また、2012年11月、ソロデビュー30年を記念し「Colors」30th　Anniversary All Time Best が発売され、2014年には、初のカバーアルバム「愛唱歌」がリリースされた。
2017年12月30日、TBS系第59回 輝く！日本レコード大賞（新国立劇場）において、「没後10年・作詞家デビュー50年・特別賞」を受賞した恩師・阿久悠の功績を讃え、レコ大の舞台には39年ぶり・直近のコンサートツアーからは6年ぶりにピンク・レディーとしてステージに立ち、同じく恩師である都倉俊一の指揮によるオーケストラにて「ぺッパー警部」「ウォンテッド (指名手配)」「UFO」の3曲を「レコ大SPメドレー」として披露した。翌2018年の第60回 輝く！日本レコード大賞にもピンクレディーとして出演し、過去に大賞を受賞した"レジェンド・アーティスト" コーナーにおいて「UFO」「S・O・S」「渚のシンドバッド」「サウスポー」のメドレーを披露した。　
2022年7月27日、ソロデビュー40周年記念アルバム「そして、ここから…［40th Anniversary Platinum Album］」をリリース。それに伴い、記念ライブ「増田惠子 40th Anniversary & Birthday Live “そして、ここから…” 」を同年9月2日、ビルボードライブ横浜で開催した。
2024年10月7日、夫の桑木知二が同年8月21日に膵臓癌のため、死去（享年70）したことを増田のブログやInstagramで報告した。

## ディスコグラフィ

### シングル
| 枚                                     | 発売日                           | タイトル | c/w | 規格                             | 規格品番                         |
| ワーナー・パイオニア／エレクトラ       | ワーナー・パイオニア／エレクトラ | ワーナー・パイオニア／エレクトラ | ワーナー・パイオニア／エレクトラ                                                                                   | ワーナー・パイオニア／エレクトラ | ワーナー・パイオニア／エレクトラ |
| 増田けい子                             | 増田けい子                       | 増田けい子 | 増田けい子 | 増田けい子                       | 増田けい子                       |
| -------------------------------------- | -------------------------------- | --- | --- | -------------------------------- | -------------------------------- |
| 1st                                    | 1981年11月28日                   | すずめ 作詞：中島みゆき 作曲：中島みゆき 編曲：青木望                                                                               | 前夜祭（イヴ） 作詞：サガン綾 作曲：堀江淳 編曲：青木望                                                            | EP                               | L1567R                           |
| 2nd                                    | 1982年6月12日                    | ためらい 作詞：松任谷由実 作曲：松任谷由実 編曲：馬飼野康二                                                                         | 傷心 作詞：中山ラビ 作曲：小椋佳 編曲：馬飼野康二                                                                  | EP                               | L-1587                           |
| 3rd                                    | 1982年10月9日                    | らせん階段 作詞：竹内まりや 作曲：竹内まりや 編曲：椎名和夫                                                                         | アクトレス 作詞：安井かずみ 作曲：加藤和彦 編曲：清水信之                                                          | EP                               | L-1610                           |
| フォーライフ・レコード                 |                                  | | |                                  |                                  |
| 増田惠子                               |                                  | | |                                  |                                  |
| 4th                                    | 1984年5月21日                    | 女優 作詞：桑田佳祐 作曲：桑田佳祐 編曲：佐藤準                                                                                     | くれないチャイナタウン 作詞：嶺岸未来 作曲：佐藤準 編曲：佐藤準                                                    | EP                               | 7K-146                           |
| 5th                                    | 1985年8月21日                    | FU・RI・NE 作詞：裕美 作曲：都志見隆 編曲：萩田光雄                                                                                 | さよならは愛の雨音 作詞：大津あきら 作曲：木森敏之 編曲：戸田誠司                                                  | EP                               | 7K-187                           |
| 徳間ジャパン／BouRbon Kei 名義         |                                  | | |                                  |                                  |
| 6th                                    | 1989年10月25日                   | 哀色の印象-Avec Le Feu 作詞：Helen Bank 日本語詞：りいのまゆこ 作曲：Christian Holl 編曲：Christian Holl, Saga Pierre, Lobry Pascal | Simples Confidences 作詞：Jean Michel Berriat 作曲：Christian Holl 編曲：Christian Holl, Saga Pierre, Lobry Pascal | 8cmCD                            | 10BTC-268                        |
| 7th                                    | 1990年8月25日                    | 運命が変わる朝 作詞：Helen Bank 日本語詞：りいのまゆこ 作曲：Christian Holl 編曲：Christian Holl                                    | Amour Menteur 作詞：Jean Michel Berriat, Patrick James 作曲：Christian Holl 編曲：Christian Holl                   | 8cmCD                            | TKDA-30128                       |
| ユニバーサルミュージック 増田惠子 名義 |                                  | | |                                  |                                  |
| 9th                                    | 2005年12月7日                    | 奇蹟の花 作詞：沢田知可子 作曲：Rie 編曲：AZC                                                                                       | すずめ 〜アコースティック・バージョン'05〜 作詞：中島みゆき 作曲：中島みゆき 編曲：AZC                             | CD                               | UPCH-5353                        |
| 日本コロムビア 増田惠子 名義           |                                  | | |                                  |                                  |
| 10th                                   | 2018年2月21日                    | 最後の恋 作詞：阿久悠 作曲：加藤登紀子 編曲：前山田健一                                                                             | 富士山だ 作詞：阿久悠 作曲：加藤登紀子 編曲：前山田健一                                                            | CD                               | COCA-17419                       |

#### フランス限定シングル
- AVEC LE FEU（1989年、Just in PANTHE）
- Simples Confidence（1989年、Just in PANTHE）

### アルバム

#### オリジナル・アルバム
| 枚                               | 発売日                           | タイトル                         | 規格                             | 規格品番                         |
| ワーナー・パイオニア／エレクトラ | ワーナー・パイオニア／エレクトラ | ワーナー・パイオニア／エレクトラ | ワーナー・パイオニア／エレクトラ | ワーナー・パイオニア／エレクトラ |
| -------------------------------- | -------------------------------- | -------------------------------- | -------------------------------- | -------------------------------- |
| 1st                              | 1982年2月18日                    | ひとりが好き                     | LP                               | L-12517R                         |
| 2nd                              | 1982年11月10日                   | 恋するお友達                     | LP                               | L-12540                          |
| フォーライフ・レコード           |                                  |                                  |                                  |                                  |
| 3rd                              | 1985年5月20日                    | 戯れる魚達                       | LP                               | 28K-98                           |
| 徳間ジャパン／BouRbon Kei 名義   |                                  |                                  |                                  |                                  |
| 4th                              | 1989年11月25日                   | Voice Cologne                    | CD                               | 30BTC-269                        |
| キングレコード 増田惠子 名義     |                                  |                                  |                                  |                                  |
| 5th                              | 2008年8月6日                     | もいちど遊びましょNow & Then     | CD                               | KICS-1379                        |

#### ベスト・アルバム
| 枚                                           | 発売日                                       | タイトル                                              | 規格                                         | 規格品番                                     |
| ワーナーミュージック・ジャパン 増田惠子 名義 | ワーナーミュージック・ジャパン 増田惠子 名義 | ワーナーミュージック・ジャパン 増田惠子 名義          | ワーナーミュージック・ジャパン 増田惠子 名義 | ワーナーミュージック・ジャパン 増田惠子 名義 |
| -------------------------------------------- | -------------------------------------------- | ----------------------------------------------------- | -------------------------------------------- | -------------------------------------------- |
| 1st                                          | 2005年7月27日                                | 増田惠子・究極のベスト                                | CD                                           | WPCL-70520                                   |
| 2nd                                          | 2012年11月7日                                | Colors 〜30th Anniversary All Time Best〜             | CD（2枚組）                                  | WPCL-11235                                   |
| ビクターエンタテインメント 増田惠子 名義     |                                              |                                                       |                                              |                                              |
| 3rd                                          | 2022年7月27日                                | そして、ここから... [40th Anniversary Platinum Album] | CD（2枚組）                                  | VICL-65703                                   |

#### カバー・アルバム
| 枚                             | 発売日                         | タイトル                       | 規格                           | 規格品番                       |
| ワーナーミュージック・ジャパン | ワーナーミュージック・ジャパン | ワーナーミュージック・ジャパン | ワーナーミュージック・ジャパン | ワーナーミュージック・ジャパン |
| ------------------------------ | ------------------------------ | ------------------------------ | ------------------------------ | ------------------------------ |
| 1st                            | 2014年12月10日                 | 愛唱歌                         | CD                             | WPCL-12017                     |

#### フランス限定オリジナル・アルバム
- Simples Confidence（1989年、Just in PANTHE）

### タイアップ曲
| 楽曲                   | タイアップ                                                                 | 時期   |
| ---------------------- | -------------------------------------------------------------------------- | ------ |
| 女優                   | テレビ朝日系『欽ちゃんのどこまでやるの!?』挿入歌                           | 1984年 |
| 哀色の印象-Avec Le Feu | 関西テレビ・フジテレビ系列『たけしのここだけの話』エンディングテーマ       | 1989年 |
| 運命が変わる朝         | 関西テレビ・フジテレビ系列『たけしのここだけの話』エンディングテーマ       | 1990年 |
| 奇蹟の花               | 日本テレビ系『アンテナ22』エンディング・テーマ                             | 2005年 |
| 夢までの時間           | 朝日放送・テレビ朝日系列『たけしの本当は怖い家庭の医学』エンディングテーマ | 2008年 |
| Spiral                 | 毎日放送・TBS系列『明日使える心理学!テッパンノート』エンディングテーマ     | 2008年 |

## 出演
※「 - 」は役名

### 映画
- コードネームK レディ・コネクション（1991年、中村幻児監督）Vシネマ
- ふたり（1991年、大林宣彦監督）
- 極道戦争武闘派（1991年、中島貞夫監督）
- 二人だけのアイランド（1991年、すずきじゅんいち監督）
- はるか、ノスタルジィ（1993年、大林宣彦監督）
- あした（1995年、大林宣彦監督）
- 学び座（1999年、斎藤耕一監督）
- 親分はイエス様（2001年、斉藤耕一監督）
- 難波金融伝ミナミの帝王19「闇の裁き」（2002年、萩庭貞明監督）Vシネマ

### 舞台
- 喜劇かえる屋（1983年、東宝劇場）
- 浮き世長屋は春爛漫（2001年、名鉄ホール）
- ミュージカル「フットルース」（2001年、赤坂ACTシアター）
- 音楽劇「トムとジェリー」?夢よもう一度?（2019年、名古屋御園座、東京BUNKAMURAオーチャードホール、大阪・クールジャパンパーク）

### テレビドラマ
- 火曜劇場「三年待った女」（1981年8月18日 - 9月22日、NTV） - 沢本真理子 役
- 時代劇スペシャル 清水次郎長シリーズ（1981年 - 1983年 CX・東映・オフィスヘンミ） - お蝶 役
- 月曜ワイド劇場「雲の階段 ニセ医師をめぐる女二人」（1983年12月5日、ANB・大映映像） - 鈴木幸子 役
- 特捜最前線 第357話「OL・疑惑の完全犯罪! 」（1984年、ANB・東映） - 河上良子 役
- 乳房切断（1984年4月16日、テレビ朝日）
- ザ・サスペンス「団地殺人事件2 妻たちの危険な関係」（1984年6月2日、TBS・木下プロ）
- 体の中を風が吹く（1984年9月20日、YTV）
- 大岡越前 第9部 第19話「義賊つむじ風の仇討ち」（1986年3月3日、TBS・C.A.L） - おしず 役
- 時間ですよ ふたたび（1987年、TBS） - 絹代 役
- 水戸黄門 第17部 第2話「血染めの直訴状・八王子」（1987年、TBS・C.A.L） - お園 役
- 京都サスペンス「靴の行方」（1989年、KTV・東宝）
- メイクアップ（1990年、NHK総合）
- 火曜サスペンス劇場
  - 「電話の向こうに誰がいる!?」（1990年1月、NTV・IVSテレビ制作）
  - 「真夜中に微笑む女」（1990年5月1日、NTV・メリエス） - 笠原玲子 役
  - 「顔を隠す女」（1991年3月、NTV）
  - 「松本清張作家活動40年記念・ゼロの焦点」（1991年7月9日、近代映画協会） - 室田佐知子 役
  - 「誰かが聞いている」（1991年11月、NTV） - ※主演・石田安紀子 役
  - 「悪の鎖」（1992年8月、NTV） - 主演
  - 「松本清張スペシャル・影の地帯」（1993年、NTV・松竹） - 木村礼子 役
  - 「待っている妻」（1997年10月、NTV）
  - 「妻たちの戦争」（2000年7月、NTV）
  - 「幻の女」（2003年） - 沢地礼子 役
- 水曜グランドロマン「犬が裁いた愛」（1990年6月、NTV）
- 火曜ミステリー劇場「西村京太郎サスペンス・悪女の舞踏会」（1990年7月、テレビ朝日)
- 月曜ドラマスペシャル「立原正秋シリーズ・流れのさなかで」（1991年、TBS）
- 検事・若浦葉子 第2話「レイプ! 美しき人妻の罠にはまる」（1991年、NTV）
- 「めんこい岩手・偽風景」（1991年4月、FNN）
- 「代表取締役刑事・愛と追憶の日々」（1991年5月、ANB・石原プロモーション）
- 時代劇スペシャル「素浪人無頼旅」（1992年3月、ANB）
- 「トリガブト殺人事件・疑惑の女」（1992年4月、TBS） - 神木涼 役
- 市川準の東京日常劇場「浮気亭主」（1992年　ANB）
- はぐれ刑事純情派（1992年12月） - 高原亜矢子 役
- 闇を斬る!大江戸犯科帳 第1話「闇奉行誕生! 」（1993年、NTV・ユニオン映画） - お静 役
- 「明日の13章・白い空」（1993年5月、CX）
- if もしも ＃13「花を愛するか、宝石に生きるか」（1993年8月12日、フジテレビ）
- 江戸の用心棒 第16話「ひょっとこ踊りが謎を解く」（1994年、NTV・ユニオン映画） - およう 役
- 鬼平犯科帳 第5シリーズ 第7話「お菊と幸助」（1994年、CX・松竹） - お菊 役
- 名奉行 遠山の金さん 第6シリーズ 第15話「女説教強盗の復讐」（1994年、ANB・東映） - お紋 役
- 土曜ワイド劇場 / 「新・赤かぶ検事奮戦記2」（1995年、ABC）
- 雲霧仁左衛門（1995年、CX・松竹）
- 風の刑事・東京発! 第12話「不倫殺人!? 風間刑事を愛した女」（1996年、ANB ・東映）
- FiVE（1997年、NTV）
- 木曜の怪談’97爆裂！分身娘（1997年、CX）
- おばさんデカ桜乙女の事件帖6（1998年、CX）
- 命の現場から（1999年、TBS）
- 20歳の結婚（2000年、TBS）
- 北条時宗（2001年、NHK） - 享子 役
- 上条麗子の事件推理1（2001年、TBS） - 森脇喜乃 役
- 木更津キャッツアイ 第4話（2002年2月8日、TBS） - ナオミ 役
- R.P.G.〜作られた家族の秘密〜（2003年、NHK-BS）
- ドラマ10「お母さん、娘をやめていいですか?」（2017年、NHK総合）

### CM
- 日清製粉 「冷凍スパゲッティー」（1996年）
- 日清食品 やきそば「UFO」（1999年2月 - ）
- 大一商会 パチンコ・キャラクター（2002年）
- SHIDAX
- ソフトバンクモバイル「ご近所さん」篇（2013年）

### テレビ出演
- 欽ちゃんのどこまでやるの!?（1983年、ANB） - レギュラー出演
- ザ・対決!（フジテレビ） - 司会

他、多数の歌番組、バラエティ番組に出演。

### ラジオ
- けい子のちょっぴり気まぐれ（1982年）※九州地区レギュラー番組

### 声優
- 人間交差点 第10話「街」（2003年6月7日、TX） - 主演
- 映画 妖怪学園Y 猫はHEROになれるか（2019年） - マタロウの母

### コンサート・ライブ
- アルバム発売記念ライブ　Now & Then もう一度遊びましょ（2008年8月、Cotton Club Tokyo、Billboard Live Osaka、Nagoya Blue Note、Billboard Live Fukuoka、9月、Tokyo Ropponngi S.T.B. 139）
- 増田惠子LIVE「At Club Ikspiari」（2009年6月：Vol.1、12月：Vol.2・2010年5月：Vol.3、9月：Vol.4、2011年1月：Vol.5、12月：Vol.6、2012年：6月、Vol.7）
- 増田惠子デビュー30th Anniversary（2013年2月）
- アルバム「愛唱歌」リリース記念ライブ（2014年12月、Cotton Club Tokyo、2015年1月、新宿Rain）
- 増田惠子「Birthday Live」（2015年10月、銀座Swing）
- 増田惠子「ソロデビュー35週記念」（2016年1月：其の1、4月：其の2、12月：其の3、JZ Brat）
- 増田惠子「Anniversary Live」（2017年4月、JZ Brat）
- 増田惠子「コンサート2017?60Candles?」（2017年11月、銀座YAMAHA Hall）
- 増田惠子「コンサート at 加茂」（2018年3月）
- 増田惠子「?A Happy New Year? 」（2019年1月、銀座YAMAHA Hall）
- BIG18 Orchestra Jazz Concert（2019年6月）
- 増田惠子「コンサート20019?Winter Rose?」（2019年12月、よみうり大手町ホール）
- 増田惠子 40th Anniversary & Birthday Live “そして、ここから…”（2022年9月2日、ビルボードライブ横浜

## 書籍
- C'est un amour（ワニブックス社） - 写真集
- あこがれ（2004年9月、幻冬舎）ISBN 4344006763 - 自叙伝
- C’est un amour（サザンクロスビデオ）- イメージビデオ、LD